# بيلويارسكي
بيلويارسكي (بالروسية: Белоярский) هي إحدى مدن روسيا في الكيان الفدرالي الروسي خانتي - مانسي أوكروغ.